# Dick Wilson (Politiker)
Richard A. „Dick“ Wilson (* 29. April 1934; † 31. Januar 1990) war ein US-Politiker und Oglala-Indianer. In seiner umstrittenen Amtszeit als Stammesvorstand in der Pine Ridge Reservation in South Dakota 1972 bis 1976 kam es zu landesweit beachteten Zwischenfällen und Gewalttaten in einem der ärmsten Gebiete der USA.

## Aufstieg
Vor seiner Wahl zum Reservationsvorstand war er Ortsvorsteher von Pine Ridge im Oglala-Sioux-Stammesrat und stand dort dem Arbeitsausschuss vor. Wilson war ursprünglich Klempner von Beruf.
Wilson gewann 1972 die Wahl als Stammesvorstand gegen den amtierenden Gerald One Feather. Er hatte dabei auch die Unterstützung von Vertretern des American Indian Movement (AIM) und hatte deren Proteste gegen die Ermordung von Raymond Yellow Thunder in Gordon, Nebraska, unterstützt. Wilson gewann 5 der 9 Amtsbezirke der Reservation und eine deutliche Mehrheit in Pine Ridge.

## Amtsführung
Seine Amtsführung war von Beginn an sehr autoritär. Bereits in der ersten Woche zweifelte er das Mandat einzelner Ratsmitglieder an. Er regierte vor allem über einen fünfköpfigen Zentralausschuss und berief die Vollversammlung nur selten und verspätet ein.
Ende 1972 baute Wilson eine Bürgerwehr auf, die Guardians of the Oglala Nation (GOON, populär abgekürzt zu „goon“ – „Schläger“), und nutzte dabei einen Ratsbeschluss, der dem Vorsitzenden exekutive Befugnisse verlieh. Den Goons wurde bald Gewaltanwendung gegen politische Gegner nachgesagt.
Mit dem AIM arbeitete Wilson bis zur Erstürmung des Bureau of Indian Affairs in Washington, D.C. 1972 zusammen. Nach dem Sturm, der erhebliche Sachschäden verursachte und eine Vielzahl indianischer Besitzurkunden vernichtete, kam es zum Konflikt zwischen Wilson und dem AIM unter der Führung von Russell Means. Wilson erhielt Morddrohungen und wurde 1973 zeitweise in Schutzhaft genommen.

## Konflikte: Von der Amtsenthebung bis zum Rückzug
1973 kam es durch Anträge der Ratsmitglieder Sioux Long, Kills Straight und C. Hobart Keith zu einem Amtsenthebungsantrag auf der Ratsversammlung. Wilson wurden Begünstigung, mangelnde Haushaltsführung, Unterschlagung und Verstöße gegen die Stammessatzung sowie eine illegale Inhaftierung von Keith vorgeworfen. Als die Anhörung zu dem Fall begann, schlug Wilson die übliche Wartefrist von mehreren Wochen aus und forderte, sofort mit dem Verfahren zu beginnen. Vincent Thunder Bull wurde in einer turbulenten Sitzung zum Verfahrensleiter gewählt. Die Antragsteller hatten sich völlig unzureichend vorbereitet, das Verfahren wurde mit vierzehn zu null Stimmen vom Rat abgebrochen.
Am 27. Februar, vier Tage später, kam es zur Besetzung von Wounded Knee, bei der Wilsons Absetzung eine zentrale Forderung war. Die anschließende Besetzung dauerte 71 Tage, kostete drei Menschenleben und erregte weltweit Aufsehen.
1975 fand an der Jumping Bull Ranch in der Pine-Ridge-Reservation eine Schießerei statt, bei der zwei FBI-Agenten, Ronald A. Williams und Jack R. Coler, und der AIM-Aktivist Joe Stuntz erschossen wurden. Von den vier AIM-Mitgliedern, die aufgrund der Schießerei verhaftet wurden, wurden zwei freigesprochen, bei einem das Verfahren eingestellt und der vierte, Leonard Peltier, in einem gesonderten Verfahren zu lebenslanger Haft verurteilt. Das Verfahren hatte ein großes Medienecho, die Vorfälle wurden unter anderem mehrmals verfilmt.
1976 wurde Dick Wilson abgewählt und durch Al Trimble ersetzt. Er zog aus Pine Ridge zunächst weg, kam aber nach einigen Jahren wieder. Noch in seinem Todesjahr 1990 bemühte er sich um eine erneute Wahl in den Stammesrat. Wilson starb an Herz- und Nierenversagen und hinterließ zehn Kinder.

## Hintergründe
Die Pine Ridge Reservation gehört zu den ärmsten Gegenden der USA. Während Wilsons Amtszeit kam es zu einer Reihe von gewaltsamen und bürgerkriegsähnlichen Auseinandersetzungen zwischen Wilson und seinen Unterstützern, dem FBI und dem neuentstandenen American Indian Movement (AIM), dessen Aktivisten zumeist nicht in den klassischen Reservationen lebten.
In der 1992 entstandenen Dokumentation Incident at Oglala von Michael Apted wird Wilson als zutiefst korrupt dargestellt; er habe in erheblichem Maße Gelder veruntreut. Wilson wird zudem vorgeworfen, seinen Machtanspruch unter anderem mit den Guardians Of the Oglala Nation gewaltsam durchgesetzt zu haben. Während seiner Amtszeit seien etwa 50 Bewohner von Pine Ridge ermordet worden. Ein Mitglied der Goon, Duane Brewer, behauptet im Film, das FBI hätte die Truppe dabei unterstützt. Caroline Woidat führte hingegen die tiefe Verankerung der korrupten Strukturen in den Reservationen und eine tiefsitzende Verschwörungsangst als wesentliche Gründe an.